# Eman Markovic
Eman Marković (Kvinesdal, 8 maggio 1999) è un calciatore norvegese di origini bosniache, centrocampista o attaccante dell'IFK Göteborg.

## Carriera

### Club
Markovic ha giocato nelle giovanili del Lyngdal. Ha esordito in prima squadra il 9 giugno 2014, schierato titolare – e a segno con una tripletta – nella vittoria per 0-4 arrivata sul campo del Runar.
Nel 2015 è stato ingaggiato dal Molde, che lo ha aggregato alle proprie giovanili. Ha contribuito alle vittorie del Norgesmesterskapet G19 2016 e 2017. Non ha mai giocato in prima squadra per il Molde, limitandosi a delle apparizioni in panchina.
Nell'estate 2018 si è trasferito ai bosniaci dello Zrinjski Mostar. Il 5 agosto ha quindi debuttato in Premijer Liga, subentrando ad Ognjen Todorović nella sconfitta per 2-0 patita sul campo dello Željezničar. Il 30 novembre successivo ha trovato il primo gol, con cui ha sancito la vittoria per 1-0 sul Krupa.
Il 7 agosto 2019 ha fatto ufficialmente ritorno in Norvegia, legandosi allo Start con un contratto valido fino al 31 dicembre 2023. Il 18 agosto ha giocato la prima partita in 1. divisjon, sostituendo Kasper Skaanes nella vittoria interna per 2-0 sul Tromsdalen.
Il 25 febbraio 2022 è passato agli svedesi dell'IFK Norrköping, a cui si è legato con un contratto quadriennale. 
La sua permanenza nel club tuttavia è durata pochi mesi, poiché ad agosto è stato acquistato da un'altra società del campionato svedese quale l'IFK Göteborg, firmando un accordo fino al 2025. Anche nella rimanente parte dell'Allsvenskan 2022, con il nuovo club, ha giocato titolare in buona parte delle occasioni, ma durante il campionato 2023 ha giocato un totale di 12 partite, di cui solo 4 da titolare, uscendo poi del tutto dalle gerarchie del nuovo tecnico Jens Berthel Askou, arrivato a stagione in corso.
Dopo aver trattato una risoluzione contrattuale senza però raggiungere un accordo, il 19 febbraio 2024, nel corso del precampionato, è stato girato in prestito al club norvegese del Sandefjord fino alla fine dell'anno. Nell'Eliteserien 2024 ha realizzato 6 reti in 30 presenze. La dirigenza rossoblù aveva espresso l'intenzione di voler trattenere il giocatore in rosa a titolo definitivo, tuttavia Markovic ha iniziato l'annata 2025 tornando all'IFK Göteborg e trovando la fiducia del tecnico Stefan Billborn.

### Nazionale
Markovic ha rappresentato la Norvegia a livello Under-15, Under-16, Under-17, Under-18, Under-19, Under-20 e Under-21. Con la compagine Under-20 ha partecipato al mondiale 2019, in cui la Norvegia è stata eliminata al termine della fase a gironi.

## Statistiche

### Presenze e reti nei club
Statistiche aggiornate al 25 febbraio 2022.
| Stagione        | Club            | Campionato   | Campionato | Campionato | Coppe nazionali | Coppe nazionali | Coppe nazionali | Coppe continentali | Coppe continentali | Coppe continentali | Supercoppe | Supercoppe | Supercoppe | Totale | Totale |
| Stagione        | Club            | Comp         | Pres       | Reti       | Comp            | Pres            | Reti            | Comp               | Pres               | Reti               | Comp       | Pres       | Reti       | Pres   | Reti   |
| --------------- | --------------- | ------------ | ---------- | ---------- | --------------- | --------------- | --------------- | ------------------ | ------------------ | ------------------ | ---------- | ---------- | ---------- | ------ | ------ |
| 2014            | Lyngdal         | 3D           | 12         | 6          | CN              | 0               | 0               | -                  | -                  | -                  | -          | -          | -          | 12     | 6      |
| 2017            | Molde           | ES           | 0          | 0          | CN              | 0               | 0               | -                  | -                  | -                  | -          | -          | -          | 0      | 0      |
| gen.-giu. 2018  | Molde           | ES           | 0          | 0          | CN              | 0               | 0               | UEL                | -                  | -                  | -          | -          | -          | 0      | 0      |
| Totale Molde    | Totale Molde    | Totale Molde | 0          | 0          |                 | 0               | 0               |                    | -                  | -                  |            | -          | -          | 0      | 0      |
| 2018-2019       | Zrinjski Mostar | PL           | 13         | 1          | CBE             | 1               | 0               | -                  | -                  | -                  | -          | -          | -          | 14     | 1      |
| ago.-dic. 2019  | Start           | 1D           | 8+3        | 0          | CN              | -               | -               | -                  | -                  | -                  | -          | -          | -          | 11     | 0      |
| 2020            | Start           | ES           | 28         | 1          | -               | -               | -               | -                  | -                  | -                  | -          | -          | -          | 28     | 1      |
| 2021            | Start           | 1D           | 30         | 16         | CN              | 3               | 2               | -                  | -                  | -                  | -          | -          | -          | 33     | 18     |
| Totale Start    | Totale Start    | Totale Start | 66+3       | 17+0       |                 | 3               | 2               |                    | -                  | -                  |            | -          | -          | 72     | 19     |
| feb.- ago. 2022 | IFK Norrköping  | A            | 15         | 1          | CS              | 1               | 0               | -                  | -                  | -                  | -          | -          | -          | 16     | 1      |
| ago.- dic. 2022 | IFK Göteborg    | A            | 13         | 1          | CS              | 1               | 2               | -                  | -                  | -                  | -          | -          | -          | 14     | 3      |
| Totale          | Totale          | Totale       | 122        | 26         |                 | 6               | 4               |                    | -                  | -                  |            | -          | -          | 128    | 30     |

## Palmarès

### Club

#### Competizioni giovanili
- Norgesmesterskapet G19: 2

Molde: 2016, 2017